# North American Soccer League (1984)
North American Soccer League 1984 – 17. i ostatni sezon NASL, ligi zawodowej znajdującej się na najwyższym szczeblu rozgrywek w Stanach Zjednoczonych i Kanadzie. Finał Soccer Bowl został rozegrany 1 i 3 października 1984 roku. Soccer Bowl zdobyła drużyna Chicago Sting.

## Rozgrywki
W rozgrywkach ligi NASL w sezonie 1984 udział wzięło 9 zespołów. Zimą 1983 roku z rozgrywek wycofały się: Montreal Manic, Team America i Seattle Sounders.
Władze ligi NASL wówczas kłóciły się z władzami MISL o wynagrodzenia, frekwencję i brak ze strony amerykańskich stacji telewizyjnych. Władze ligi planowały rozegranie 24 kolejek w rozgrywkach na otwartych boiskach oraz 40 kolejek w halowej lidze.
Władze ligi NASL planowały jeszcze rozegranie rozgrywek w sezonie 1985, ale Chicago Sting, Minnesota Strikers, New York Cosmos i San Diego Sockers przeszły do MISL. Liga została rozwiązana dnia 23 marca 1985 roku, gdyż chęć udziału w rozgrywkach zgłosiły tylko Toronto Blizzard i Minnesota Strikers.

## Sezon zasadniczy
W = Wygrane, P = Porażki, R = Remisy, PpD = Porażki po dogrywce, GZ = Gole strzelone, GS = Gole stracone, BP = Punkty bonusowe PKT = Liczba zdobytych punktów
Punktacja:
- 6 punktów za zwycięstwo
- 4 punkty za zwycięstwo po rzutach karnych
- 1 punkt każdy za gol zdobyty w trzech meczach
- 0 punktów za porażkę

| Eastern Division  | W  | L  | GF | GA | BP | PKT | Dom | Wyjazd |
| ----------------- | -- | -- | -- | -- | -- | --- | --- | ------ |
| Chicago Sting     | 13 | 11 | 50 | 49 | 44 | 120 | 6-6 | 7-5    |
| Toronto Blizzard  | 14 | 10 | 46 | 33 | 35 | 117 | 9-3 | 5-7    |
| New York Cosmos   | 13 | 11 | 43 | 42 | 39 | 115 | 9-3 | 4-8    |
| Tampa Bay Rowdies | 9  | 15 | 43 | 61 | 35 | 87  | 9-3 | 0-12   |

| Western Division       | W  | L  | GF | GA | BP | PKT | Dom  | Wyjazd |
| ---------------------- | -- | -- | -- | -- | -- | --- | ---- | ------ |
| San Diego Sockers      | 14 | 10 | 51 | 42 | 40 | 118 | 9-3  | 5-7    |
| Vancouver Whitecaps    | 13 | 11 | 51 | 48 | 43 | 117 | 10-2 | 3-9    |
| Minnesota Strikers     | 14 | 10 | 40 | 44 | 35 | 115 | 8-4  | 6-6    |
| Tulsa Roughnecks       | 10 | 14 | 42 | 46 | 38 | 98  | 8-4  | 2-10   |
| Golden Bay Earthquakes | 8  | 16 | 61 | 62 | 49 | 95  | 4-8  | 4-8    |

| Awans do playoff         |
| Mistrz rundy zasadniczej |

## Liderzy klasyfikacji

### Kanadyjska
Punktacja:
- 2 punkty za bramkę
- 1 punkt za asystę

| Zawodnik            | Drużyna          | Mecze | Gole | Asysty | Punkty |
| ------------------- | ---------------- | ----- | ---- | ------ | ------ |
| Pato Margetic       | Chicago Sting    | 5     | 6    | 1      | 13     |
| Karl-Heinz Granitza | Chicago Sting    | 5     | 3    | 6      | 12     |
| Manny Rojas         | Chicago Sting    | 5     | 2    | 3      | 7      |
| Ace Ntsoelengoe     | Toronto Blizzard | 4     | 1    | 3      | 5      |
| David Byrne         | Toronto Blizzard | 4     | 1    | 2      | 4      |
| Roberto Bettega     | Toronto Blizzard | 4     | 1    | 2      | 4      |

### Bramkarze
| Zawodnik        | Drużyna             | Mecze | Minuty | Stracone bramki | Średnia straconych bramek na mecz | Wygrane | Porażki | Shutouty |
| --------------- | ------------------- | ----- | ------ | --------------- | --------------------------------- | ------- | ------- | -------- |
| Paul Hammond    | Toronto Blizzard    | 4     | 360    | 6               | 1.50                              | 2       | 2       | 1        |
| Zoltan Toth     | San Diego Sockers   | 2     | 180    | 3               | 1.50                              | 0       | 2       | 0        |
| Victor Nogueira | Chicago Sting       | 5     | 459    | 8               | 1.60                              | 4       | 1       | 0        |
| Paul Bradshaw   | Vancouver Whitecaps | 3     | 279    | 7               | 2.33                              | 1       | 2       | 0        |

## Drużyna gwiazd sezonu
| Pozycja | Pierwsza drużyna                       | Druga drużyna                          | Wyróżnienia                               |
| ------- | -------------------------------------- | -------------------------------------- | ----------------------------------------- |
| BR      | Hubert Birkenmeier (New York Cosmos)   | Paul Hammond (Toronto Blizzard)        | Paul Bradshaw (Vancouver Whitecaps)       |
| OB      | Andranik Eskandarian (New York Cosmos) | Dwight Lodeweges (Minnesota Strikers)  | Gregg Thompson (Tampa Bay Rowdies)        |
| OB      | Johan Neeskens (New York Cosmos)       | Victor Moreland (Tulsa Roughnecks)     | Fernando Clavijo (Golden Bay Earthquakes) |
| OB      | Kevin Crow (San Diego Sockers)         | Bob Lenarduzzi (Vancouver Whitecaps)   | Dan Canter (New York Cosmos)              |
| OB      | Bruce Wilson (Toronto Blizzard)        | Terry Moore (Tulsa Roughnecks)         | Barry Wallace (Minnesota Strikers)        |
| PO      | Ray Hudson (Minnesota Strikers)        | Pato Margetic (Chicago Sting)          | Kazimierz Deyna (San Diego Sockers)       |
| PO      | Frans Thijssen (Vancouver Whitecaps)   | Jimmy Nicholl (Toronto Blizzard)       | Brian Quinn (San Diego Sockers)           |
| PO      | Vladislav Bogicevic (New York Cosmos)  | Fran O’Brien (Vancouver Whitecaps)     | Ace Ntsoelengoe (Toronto Blizzard)        |
| NA      | Steve Zungul (Golden Bay Earthquakes)  | Alan Willey (Minnesota Strikers)       | Carl Valentine (Vancouver Whitecaps)      |
| NA      | Karl-Heinz Granitza (Chicago Sting)    | Branko Šegota (Golden Bay Earthquakes) | Roberto Cabañas (New York Cosmos)         |
| NA      | Peter Ward (Vancouver Whitecaps)       | David Byrne (Toronto Blizzard)         | Ron Futcher (Tulsa Roughnecks)            |

## Playoff
|  |           |                     |           |                  |           |   |   |                  |                  |                  |                  |                  |
|  | Półfinały | Półfinały           | Półfinały | Półfinały        | Półfinały |   |   | Soccer Bowl 1984 | Soccer Bowl 1984 | Soccer Bowl 1984 | Soccer Bowl 1984 | Soccer Bowl 1984 |
|  | Półfinały | Półfinały           | Półfinały | Półfinały        | Półfinały |   |   | Soccer Bowl 1984 | Soccer Bowl 1984 | Soccer Bowl 1984 | Soccer Bowl 1984 | Soccer Bowl 1984 |
|  |           |                     |           |                  |           |   |   |                  |                  |                  |                  |                  |
|  |           |                     |           |                  |           |   |   |                  |                  |                  |                  |                  |
|  | 1         | Chicago Sting       | 0         | 3                | 4         |   |   |                  |                  |                  |                  |                  |
|  | 1         | Chicago Sting       | 0         | 3                | 4         |   |   |                  |                  |                  |                  |                  |
|  | 4         | Vancouver Whitecaps | 1         | 1                | 3         |   |   |                  |                  |                  |                  |                  |
|  | 4         | Vancouver Whitecaps | 1         | 1                | 3         |   |   | 1                | Chicago Sting    | 2                | 3                |                  |
|  |           |                     |           |                  |           |   |   | 1                | Chicago Sting    | 2                | 3                |                  |
|  |           |                     | 3         | Toronto Blizzard | 1         | 2 |   |                  |                  |                  |                  |                  |
|  | 2         | San Diego Sockers   | 3         | Toronto Blizzard | 1         | 2 | 1 | 0                |                  |                  |                  |                  |
|  | 2         | San Diego Sockers   |           |                  |           |   |   |                  |                  |                  |                  |                  |
|  | 3         | Toronto Blizzard    | 2         | 1                |           |   |   |                  |                  |                  |                  |                  |
|  | 3         | Toronto Blizzard    | 2         | 1                |           |   |   |                  |                  |                  |                  |                  |
|  |           |                     |           |                  |           |   |   |                  |                  |                  |                  |                  |

### Półfinały
| Drużyna 1         | Wynik | Drużyna 2           | Pierwszy mecz | Drugi mecz | Trzeci mecz |                                                               |
| ----------------- | ----- | ------------------- | ------------- | ---------- | ----------- | ------------------------------------------------------------- |
| Chicago Sting     | 2:1   | Vancouver Whitecaps | 0:1 (OT)      | 3:1        | 4:3         | 18 września – 5,484 23 września – 14,753 28 września – 10,139 |
| San Diego Sockers | 0:2   | Toronto Blizzard    | 1:2           | 0:1        | x           | 18 września – 4,204 21 września – 12,460                      |

### Soccer Bowl 1984
| Drużyna 1     | Wynik | Drużyna 2        | Pierwszy mecz | Drugi mecz | Trzeci mecz |                                                                              |
| ------------- | ----- | ---------------- | ------------- | ---------- | ----------- | ---------------------------------------------------------------------------- |
| Chicago Sting | 2:0   | Toronto Blizzard | 2:1           | 3:2        | x           | 1 października – Comiskey Park 8,352 3 października – Varsity Stadium 16,842 |

#### Pierwszy mecz
| 1 października 1984 | Chicago Sting · Margetic 51' · Rojas 86' | 2:10:1 | Toronto Blizzard · 16' Wilson | Comiskey Park, Chicago Widzów: 8 352 Sędzia: David Socha |
|                     |                                          |        |                               |                                                          |

#### Drugi mecz
| 3 października 1984 | Toronto Blizzard · Paskin 71' · Bettega 73' | 2:30:1 | Chicago Sting · 17' Simanton · 68', 82' Margetic | Varsity Stadium, Toronto Widzów: 16 842 Sędzia: Bill Maxwell |
|                     |                                             |        |                                                  |                                                              |

| North American Soccer League 1984 Zwycięzcy |
| ------------------------------------------- |
| Chicago Sting 2. Tytuł                      |

## Nagrody
- MVP: Steve Zungul (Golden Bay Earthquakes)
- Trener Roku: Ron Newman (San Diego Sockers)
- Odkrycie Roku: Roy Wegerle (Tampa Bay Rowdies)
- Piłkarz Roku Ameryki Północnej: Branko Šegota (Golden Bay Earthquakes)[16]

## Frekwencja według klubów
| Klub                   | Mecze | Frekwencja | Średnia frekwencja na mecz |
| ---------------------- | ----- | ---------- | -------------------------- |
| Vancouver Whitecaps    | 12    | 182 494    | 15 208                     |
| Minnesota Strikers     | 12    | 171 151    | 14 263                     |
| New York Cosmos        | 12    | 153 807    | 12 817                     |
| Toronto Blizzard       | 12    | 137 420    | 11 452                     |
| Tampa Bay Rowdies      | 12    | 131 194    | 10 933                     |
| Golden Bay Earthquakes | 12    | 123 383    | 10 282                     |
| Chicago Sting          | 12    | 100 512    | 8 376                      |
| Tulsa Roughnecks       | 12    | 93 567     | 7 797                      |
| San Diego Sockers      | 12    | 68 422     | 5 702                      |
| Razem                  | 108   | 1 161 950  | 10 759                     |